# Hanover Park
Hanover Park ist ein Ort in Cook und DuPage County in Illinois, Vereinigte Staaten und ist ein Vorort von Chicago.
Das U.S. Census Bureau hat bei der Volkszählung 2020 eine Einwohnerzahl von 37.470 ermittelt.

## Geographie
Laut der Volkszählung des Jahres 2010 hatte der Ort eine Fläche von 16,7 Quadratkilometern, davon 98,44 % Land- und 1,56 % Wasserfläche.

## Demografie
Laut der Volkszählung des Jahres 2000 lebten 38.278 Einwohner in 11.105 Haushalten und 9.106 Familien im Ort. Die Bevölkerungsdichte betrug 2.176,6 Einwohner pro Quadratkilometer. Es gab 11.343 Wohneinheiten mit einer durchschnittlichen Bebauungsdichte von 645,0 Häusern pro Quadratkilometer.
In 11.105 Haushalten lebten in 49,1 % der Fälle Kinder unter 18 Jahren; 64,4 % waren zusammenlebende Ehepaare, 11,8 % hatten einen weiblichen Haushaltsvorstand und 18,0 % waren keine Familien. 13,5 % aller Haushalte bestanden aus Einzelpersonen und in 2,1 % lebten Menschen, die 65 Jahre oder älter waren. Die durchschnittliche Haushaltsgröße betrug 3,44 und die durchschnittliche Familiengröße 3,75.
31,5 % der Bevölkerung war unter dem Alter von 18 Jahren, 10,9 % zwischen 18 und 24 Jahren alt, 35,0 % zwischen 25 und 44 Jahren alt, 18,5 % zwischen 45 und 64 Jahren alt und 4,1 % waren 65 Jahre oder älter. Das Durchschnittsalter betrug 30 Jahre. Auf je 100 Frauen kamen 106,3 Männer. Auf je 100 Frauen im Alter von über 18 Jahren gab es 105,9 Männer.
Das mittlere Einkommen für einen Haushalt im Dorf betrug 61.358 USD und das mittlere Einkommen für eine Familie lag bei 63.990 USD. Über 4,7 % der Familien und 6,1 % der Bevölkerung lebten unterhalb der Armutsgrenze, einschließlich 7,3 % der Befragten unter 18 Jahren und 3,4 % der Bevölkerungsgruppe von 65 Jahren oder älter.